# ماريس سترومبيرجس
ماريس سترومبيرجس مواليد 10 مارس 1987 في فالميرا، الجمهورية اللاتفية السوفيتية الاشتراكية، الاتحاد السوفيتي، هو دراج بي إم إكس لاتفي. شارك في دورة الألعاب الأولمبية الصيفية وفاز بميدالية أولمبية.

## الميداليات
| الميدالية | المسابقة                                                 |
| --------- | -------------------------------------------------------- |
| ذهبية     | سباق الدراجات الهوائية في الألعاب الأولمبية الصيفية 2008 |

## وصلات خارجية
- الموقع الرسمي

## روابط خارجية
- ماريس سترومبيرجس على موقع أرشيف الدراجات (الإنجليزية)
- ماريس سترومبيرجس على موقع CycleBase (الإنجليزية)
- ماريس سترومبيرجس على موقع نتائج كأس العالم لسباقات دراجات (بي.أم.إكس) (الإنجليزية)
- ماريس سترومبيرجس على موقع اللجنة الأولمبية الدولية (الإنجليزية)
- ماريس سترومبيرجس على موقع أوليمبيديا (الإنجليزية)
- ماريس سترومبيرجسعلى موقع اللجنة الأولمبية اللاتفية (مؤرشف) (اللاتفية)